# Jack Valenti
Jack Joseph Valenti (ur. 5 września 1921 w Houston, zm. 26 kwietnia 2007 w Waszyngtonie) – amerykański przewodniczący i dyrektor generalny Motion Picture Association of America.

## Życiorys
Jack Valenti urodził się w Houston w Teksasie. Podczas II wojny światowej był porucznikiem Army Air Corps. Brał udział w 51 misjach bojowych jako pilot-dowódca bombowca B-25 we Włoszech. Uzyskał tytuł Master of Business Administration na Harvardzie. Był współzałożycielem agencji konsultingowej Weekley & Valenti. Jako przedstawiciel mediów brał udział w wizycie prezydenta Johna F. Kennedy’ego 22 listopada 1963 roku w Dallas. W kilka godzin po zabójstwie Johna F. Kennedy’ego był na pokładzie samolotu w Air Force One leczącego do Waszyngtonu. Był przewodniczącym i dyrektorem generalnym Motion Picture Association of America. Zmarł na skutek powikłań po udarze mózgu.

## Odznaczenia
- Zaszczytny Krzyż Lotniczy

## Wyróżnienia
Posiada swoją gwiazdę na Hollywoodzkiej Alei Gwiazd.